# Wola Suchożebrska
Wola Suchożebrska – wieś w Polsce położona w województwie mazowieckim, w powiecie siedleckim, w gminie Suchożebry. Ma status sołectwa.
Wierni Kościoła rzymskokatolickiego należą do parafii św. Marii Magdaleny w Suchożebrach.
W latach 1975–1998 miejscowość administracyjnie należała do województwa siedleckiego.
W miejscowości działa założona w 1954 roku jednostka ochotniczej straży pożarnej. Jednostka posiada dwa samochody ratowniczo-gaśnicze: średni GBM 2/8 Star 200, i lekki GLM 8 Volkswagen Transporter T4.   